# Каліфорнійський удав
Каліфорнійський удав (Lichanura trivirgata) — єдиний представник роду неотруйних змій Каліфорнійські удави родини Удавові. Має 5 підвидів. Інша назва «рожевий удав».

## Опис
Загальна довжина коливається від 80 см до 1 м. Голова вузька, витягнута. Тулуб товстий, широкий. Хвіст конічної форми, затуплений Забарвлення блакитно-сіре або рожеве з різними відтінками забарвлення з 3 нечіткими поздовжніми смугами: одна проходить по середині хребта, дві інші з боків. Колір цих смуг може бути бордовим, іржавим, помаранчевим, коричневим.

## Спосіб життя
Полюбляє чапаралі, тобто сухі зарості вічнозелених чагарників. Трапляється у кам'янистих, пустельних та напівпустельних місцинах. Активний у сутінках. Харчується дрібними гризунами, ящірками та птахами.
Це живородна змія. Самиця народжує 6 дитинчат 25 см завдовжки.

## Розповсюдження
Мешкає у штатах США — Каліфорнія та Аризона, штатах Мексики — Баха-Каліфорнія й Сонора.

## Підвиди
- Lichanura trivirgata arizonae
- Lichanura trivirgata gracia
- Lichanura trivirgata roseofusca
- Lichanura trivirgata saslowi
- Lichanura trivirgata trivirgata